# رحيم هانلي
رحيم هانلي (بالإنجليزية: Raheem Hanley)‏ هو لاعب كرة قدم بريطاني في مركز الوسط، ولد في 24 فبراير 1994 في بلاكبرن في المملكة المتحدة. لعب مع بلاكبيرن روفرز.

## وصلات خارجية
- رحيم هانلي على موقع قاعدة بيانات كرة القدم.إي يو (الإنجليزية)
- رحيم هانلي على موقع ناشيونال فوتبول تيمز (الإنجليزية)
- رحيم هانلي على موقع Soccerway.com (الإنجليزية)